# 荻丸雅子
荻丸 雅子（おぎまる まさこ、1958年10月12日 - ）は、日本の漫画家である。東京都出身。

## 経歴
1979年、麻原いつみ（まはら いつみ）のペンネームでデビュー。1980年代前半には、『週刊少女コミック』を中心に活躍した。当時の代表作として『愛の歌になりたい』『炎はとまらない』『フォロー・ミー、フォロー・ユー』など。その後『ちゃお』に移り、テニス漫画などを描く。
1990年代後半から現在のペンネームに改めた（オウム真理教の麻原（あさはら）彰晃（本名:松本智津夫）と同じ字の姓であることを嫌ったとされる）。ミステリー漫画などの分野で活躍。

## 作品リスト
- 浪漫ガール（全3巻）
- クリスマスまでの恋人（全2巻）
- 半熟レストラン（全7巻）
- 愛さないで!（原作：ルーシー・ゴードン）
- 消えたネックレス（原作：カレン・ヴァン・デア・ゼー）
- オードリー（原作：大石静、全3巻）
- 契約関係（原作：キャッシー・ウィリアムズ）
- 奇妙な家庭教師（原作：シルヴィア・アンドルー、全2巻）
- プライドと愛と（原作：キャロル・ディヴァイン）
- プリンセスの隠れ家（原作：ジュリア・ジェイムズ）
- 消せない夜の記憶（原作：ジュリア・ジェイムズ）
- 一晩だけのヒロイン（原作：ステファニー・ボンド）
- 愛の歌になりたい（全6巻）／麻原いつみ名義：小学館
- 炎はとまらない（全4巻）／麻原いつみ名義：小学館
- ４♡ＤＫカンパニー（全2巻）／麻原いつみ名義：小学館
- ＤＯＵＢＬＥＳ（全3巻）／麻原いつみ名義：小学館
- フォロー・ミー・フォロー・ユー（全2巻）／麻原いつみ名義：朝日ソノラマ
- ＴＨＥＡＴＥＲ／麻原いつみ名義：小学館プチコミック連載、コミックス未収録
- サクラサクラ／麻原いつみ名義：小学館ちゃお別冊付録掲載、コミックス未収録